# Speedway Ekstraliga (2022)
Speedway Ekstraliga 2022 (spons. PGE Ekstraliga) – dwudziesty trzeci, od czasu uruchomienia Speedway Ekstraligi i 75. w historii sezon rozgrywek najwyższego szczebla o Drużynowe mistrzostwo Polski. Tytułu mistrza Polski z sezonu 2021 broniła Betard Sparta Wrocław. Wrocławianie ostatecznie zajęli piąte miejsce, po przegranym dwumeczu ćwierćfinałowym z drużyną zielona-energia.com Włókniarza Częstochowa. Do Ekstraligi awans wywalczyła Arged Malesa Ostrów Wielkopolski, która zajęła pierwsze miejsce w rozgrywkach I Ligi. 
Inaugurację rozgrywek zaplanowano na 8 kwietnia.
Od sezonu 2022 zmieniono format fazy play-off. Po zakończeniu rundy zasadniczej, sześć najlepszych zespołów rozegrał dwumecze ćwierćfinałowe. Zwycięzcy tych spotkań oraz przegrany z najlepszym bilansem spotkali się w meczach półfinałowych. Dodatkowo utworzono U-24 Ekstraligę – nowe rozgrywki ligowe wyłącznie dla zawodników poniżej 24. roku życia. Wszystkie kluby Speedway Ekstraligi zostały zobowiązane do wystawienia swoich drużyn w tych zawodach. Triumfatorem pierwszej edycji okazała się drużyna TŻ Ostrovii Ostrów Wielkopolski.
Decyzją Polskiego Związku Motorowego, w związku ze zbrojną agresją Rosji na Ukrainę, z udziału w rozgrywkach zostali wykluczeni zawodnicy z Rosji i Białorusi. Kluby posiadające w składzie zawieszonych żużlowców, mogą skorzystać z zastępstwa zawodnika.
W rozegranych 2 kwietnia w Toruniu Indywidualnych Międzynarodowych Mistrzostwach Ekstraligi im. Zenona Plecha, zwyciężył Bartosz Zmarzlik.
Do fazy play-off awans uzyskały zespoły z Lublina, Częstochowy, Gorzowa Wielkopolskiego, Torunia, Wrocławia i Leszna. Udział w rozgrywkach po rundzie zasadniczej zakończyły drużyny ZOOleszcz GKM Grudziądz oraz Arged Malesy Ostrów Wielkopolski. Grudziądzanie zajęli siódme miejsce, a Ostrowianie z zerowym dorobkiem punktowym pożegnali się ze Speedway Ekstraligą. 
W wielkim finale Motor Lublin pokonał Moje Bermudy Stal Gorzów Wielkopolski (w dwumeczu 92:88) i zdobył, pierwszy w historii klubu, tytuł Drużynowych Mistrzostw Polski. W meczu o brązowy medal zielona-energia.com Włókniarz Częstochowa wygrał z For Nature Solutions Apator Toruń 103:77.

## Zespoły
W rozgrywkach weźmie udział osiem zespołów. Siedem najlepszych ekip z poprzedniego sezonu oraz zwycięzca eWinner 1. Ligi Żużlowej 2021 - Arged Malesa Ostrów Wielkopolski. Zespół z Ostrowa zastąpi Falubaz Zieloną Górę. Zielonogórzanie w najwyższej klasie rozgrywkowej występowali od 2007 roku. W komunikacie Zespołu ds. Licencji z dnia 14 grudnia 2021, potwierdzono przyznanie licencji na sezon 2022 wszystkim ośmiu klubom PGE Ekstraligi.

### Stadiony i lokalizacje
| Drużyna                                   | Stadion                                  | Pojemność | Miejsce w EŻ 2021 |
| ----------------------------------------- | ---------------------------------------- | --------- | ----------------- |
| Betard Sparta Wrocław                     | Stadion Olimpijski we Wrocławiu          | 13 655    | 1. miejsce        |
| Motor Lublin                              | Stadion MOSiR Bystrzyca                  | 9 818     | 2. miejsce        |
| Moje Bermudy Stal Gorzów Wielkopolski     | Stadion im. Edwarda Jancarza             | 15 024    | 3. miejsce        |
| Fogo Unia Leszno                          | Stadion im. Alfreda Smoczyka             | 16 700    | 4. miejsce        |
| zielona-energia.com Włókniarz Częstochowa | SGP Arena Częstochowa                    | 16 850    | 5. miejsce        |
| For Nature Solutions Apator Toruń         | Motoarena Toruń im. Mariana Rosego       | 15 500    | 6. miejsce        |
| ZOOleszcz GKM Grudziądz                   | Stadion żużlowy w Grudziądzu             | 8 000     | 7. miejsce        |
| Arged Malesa Ostrów Wielkopolski          | Stadion Miejski w Ostrowie Wielkopolskim | 12 000    | beniaminek        |

### Personel
| Drużyna                                   | Menedżer          | Trener             | Kapitan             |        |
| ----------------------------------------- | ----------------- | ------------------ | ------------------- | ------ |
| Betard Sparta Wrocław                     | Piotr Mikołajczak | Dariusz Śledź      | Maciej Janowski     | [ 14 ] |
| Motor Lublin                              | Jacek Ziółkowski  | Maciej Kuciapa     | Mikkel Michelsen    | [ 15 ] |
| Moje Bermudy Stal Gorzów Wielkopolski     | Stanisław Chomski | Stanisław Chomski  | Bartosz Zmarzlik    | [ 16 ] |
| Fogo Unia Leszno                          | Piotr Baron       | Roman Jankowski    | Piotr Pawlicki      | [ 17 ] |
| zielona-energia.com Włókniarz Częstochowa | Sławomir Drabik   | Lech Kędziora      | Leon Madsen         | [ 18 ] |
| For Nature Solutions Apator Toruń         | –                 | Robert Sawina      | Paweł Przedpełski   | [ 19 ] |
| ZOOleszcz GKM Grudziądz                   | Janusz Ślączka    | Robert Kempiński   | Przemysław Pawlicki | [ 20 ] |
| Arged Malesa Ostrów Wielkopolski          | –                 | Mariusz Staszewski | Tomasz Gapiński     | [ 21 ] |

## Rozgrywki

### Runda zasadnicza

#### Tabela
| Poz. | Drużyna                                   | M  | Z  | R | P  | B | Pkt | +/-  | Kwalifikacja lub spadek |
| ---- | ----------------------------------------- | -- | -- | - | -- | - | --- | ---- | ----------------------- |
| 1    | Motor Lublin (M)                          | 14 | 12 | 1 | 1  | 6 | 31  | +168 | Awans do Play-off       |
| 2    | zielona-energia.com Włókniarz Częstochowa | 14 | 9  | 0 | 5  | 6 | 24  | +124 | Awans do Play-off       |
| 3    | Moje Bermudy Stal Gorzów Wielkopolski     | 14 | 8  | 0 | 6  | 4 | 20  | +55  | Awans do Play-off       |
| 4    | For Nature Solutions Apator Toruń         | 14 | 7  | 1 | 6  | 3 | 18  | +2   | Awans do Play-off       |
| 5    | Betard Sparta Wrocław                     | 14 | 6  | 2 | 6  | 3 | 17  | +58  | Awans do Play-off       |
| 6    | Fogo Unia Leszno                          | 14 | 7  | 0 | 7  | 1 | 15  | −12  | Awans do Play-off       |
| 7    | ZOOleszcz GKM Grudziądz                   | 14 | 5  | 0 | 9  | 2 | 12  | −136 |                         |
| 8    | Arged Malesa Ostrów Wielkopolski (S)      | 14 | 0  | 0 | 14 | 0 | 0   | −259 | Spadek do PLŻ. 1        |

#### Wyniki
| Gospodarz \ Gość                          | LUB   | CZE   | GOR   | TOR   | WRO   | LES   | GRU   | OST   |
| ----------------------------------------- | ----- | ----- | ----- | ----- | ----- | ----- | ----- | ----- |
| Motor Lublin                              | —     | 47–43 | 59–31 | 55–35 | 50–40 | 58–32 | 57–33 | 51–39 |
| zielona-energia.com Włókniarz Częstochowa | 49–41 | —     | 50–40 | 50–40 | 52–38 | 44–46 | 65–25 | 68–22 |
| Moje Bermudy Stal Gorzów Wielkopolski     | 44–46 | 50–40 | —     | 47–43 | 52–38 | 47–43 | 54–36 | 55–35 |
| For Nature Solutions Apator Toruń         | 42–48 | 48–42 | 47–43 | —     | 45–45 | 53–37 | 56–34 | 55–35 |
| Betard Sparta Wrocław                     | 45–45 | 41–49 | 46–44 | 59–31 | —     | 44–46 | 66–24 | 54–36 |
| Fogo Unia Leszno                          | 43–47 | 40–50 | 46–44 | 47–43 | 44–46 | —     | 47–43 | 56–34 |
| ZOOleszcz GKM Grudziądz                   | 35–55 | 48–42 | 39–51 | 44–46 | 49–41 | 50–40 | —     | 47–43 |
| Arged Malesa Ostrów Wielkopolski          | 35–55 | 24–30 | 34–55 | 43–47 | 34–56 | 33–57 | 35–55 | —     |

1. ↑  Wynik spotkania zweryfikowano po meczu[22].
2. ↑  Mecz zakończono po 9. biegach[23].

### Play-off

#### Ćwierćfinały
| Lp. | Drużyna                                   | M | Z | R | P | Pkt | +/- |                     |       | LUB | CZE   | GOR   | TOR   | WRO   | LES   |
| --- | ----------------------------------------- | - | - | - | - | --- | --- | ------------------- | ----- | --- | ----- | ----- | ----- | ----- | ----- |
| 1   | Motor Lublin                              | 2 | 2 | 0 | 0 | 4   | +20 | Awans do półfinałów |       | —   |       |       |       |       | 51–39 |
| 2   | zielona-energia.com Włókniarz Częstochowa | 2 | 2 | 0 | 0 | 4   | +16 | Awans do półfinałów |       |     | —     |       |       | 52–38 |       |
| 3   | Moje Bermudy Stal Gorzów Wielkopolski     | 2 | 1 | 0 | 1 | 2   | +10 | Awans do półfinałów |       |     |       | —     | 51–39 |       |       |
| 4   | For Nature Solutions Apator Toruń (X)     | 2 | 1 | 0 | 1 | 2   | −10 | Awans do półfinałów |       |     |       | 46–44 | —     |       |       |
| 5   | Betard Sparta Wrocław                     | 2 | 0 | 0 | 2 | 0   | −16 |                     |       |     | 44–46 |       |       | —     |       |
| 6   | Fogo Unia Leszno                          | 2 | 0 | 0 | 2 | 0   | −20 |                     | 41–49 |     |       |       |       | —     |       |

#### Półfinały
|  |           |                                           |                                       |                                       |           |    |              |              |       |       |       |       |
|  | Półfinały | Półfinały                                 | Półfinały                             | Półfinały                             | Półfinały |    |              | Finał        | Finał | Finał | Finał | Finał |
|  | Półfinały | Półfinały                                 | Półfinały                             | Półfinały                             | Półfinały |    |              | Finał        | Finał | Finał | Finał | Finał |
|  |           |                                           |                                       |                                       |           |    |              |              |       |       |       |       |
|  |           |                                           |                                       |                                       |           |    |              |              |       |       |       |       |
|  | 1.        | Motor Lublin                              | 40                                    | 54                                    |           |    |              |              |       |       |       |       |
|  | 1.        | Motor Lublin                              | 40                                    | 54                                    |           |    |              |              |       |       |       |       |
|  | 4.        | For Nature Solutions Apator Toruń         | 50                                    | 36                                    |           |    |              |              |       |       |       |       |
|  | 4.        | For Nature Solutions Apator Toruń         | 50                                    | 36                                    |           |    | Motor Lublin | Motor Lublin | 39    | 53    |       |       |
|  |           |                                           |                                       |                                       |           |    | Motor Lublin | Motor Lublin | 39    | 53    |       |       |
|  |           |                                           | Moje Bermudy Stal Gorzów Wielkopolski | Moje Bermudy Stal Gorzów Wielkopolski | 51        | 37 |              |              |       |       |       |       |
|  | 2.        | zielona-energia.com Włókniarz Częstochowa | Moje Bermudy Stal Gorzów Wielkopolski | Moje Bermudy Stal Gorzów Wielkopolski | 51        | 37 | 45           | 42           |       |       |       |       |
|  | 2.        | zielona-energia.com Włókniarz Częstochowa |                                       |                                       |           |    |              |              |       |       |       |       |
|  | 3.        | Moje Bermudy Stal Gorzów Wielkopolski     | 45                                    | 48                                    |           |    |              |              |       |       |       |       |
|  | 3.        | Moje Bermudy Stal Gorzów Wielkopolski     | 45                                    | 48                                    |           |    |              |              |       |       |       |       |
|  |           |                                           |                                       |                                       |           |    |              |              |       |       |       |       |

Źródło: PGE Ekstraliga

### Baraże
W tym sezonie zrezygnowano z rozgrywania meczów barażowych pomiędzy 7. drużyną Ekstraligi a 2. zespołem Pierwszej Ligi.

### Końcowa klasyfikacja
| Speedway Ekstraliga 2022 | Speedway Ekstraliga 2022                                    |
| ------------------------ | ----------------------------------------------------------- |
|                          | Motor Lublin                                                |
|                          | Moje Bermudy Stal Gorzów Wielkopolski                       |
|                          | zielona-energia.com Włókniarz Częstochowa                   |
| 4.                       | For Nature Solutions Apator Toruń                           |
| 5.                       | Betard Sparta Wrocław                                       |
| 6.                       | Fogo Unia Leszno                                            |
| 7.                       | ZOOleszcz GKM Grudziądz                                     |
| 8.                       | Arged Malesa Ostrów Wielkopolski Spadek do 1. Ligi żużlowej |

## Statystyki

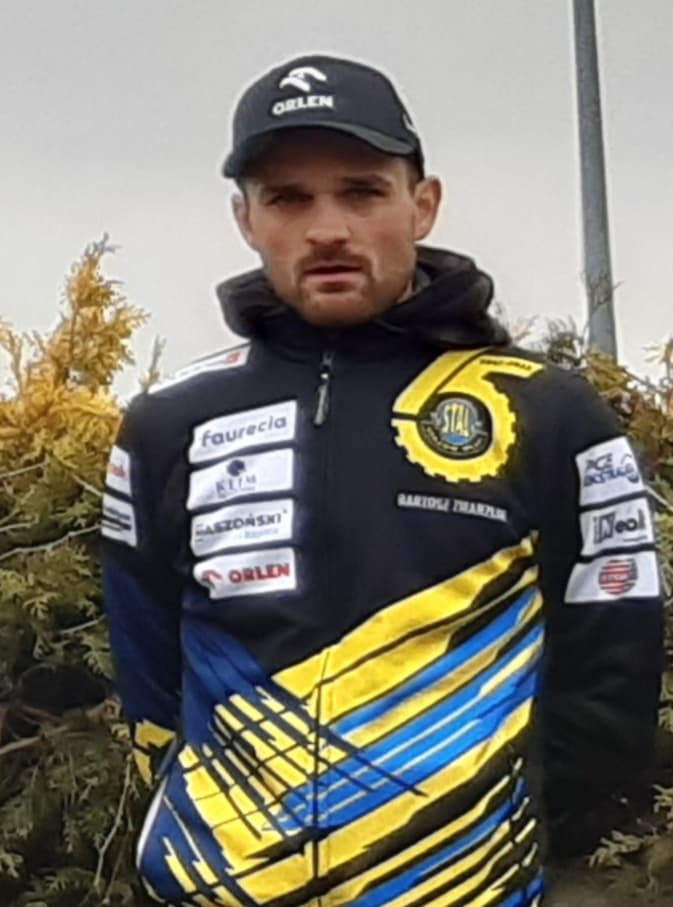
Bartosz Zmarzlik – zawodnik z najlepszą średnią biegową oraz zdobywca największej liczby punktów

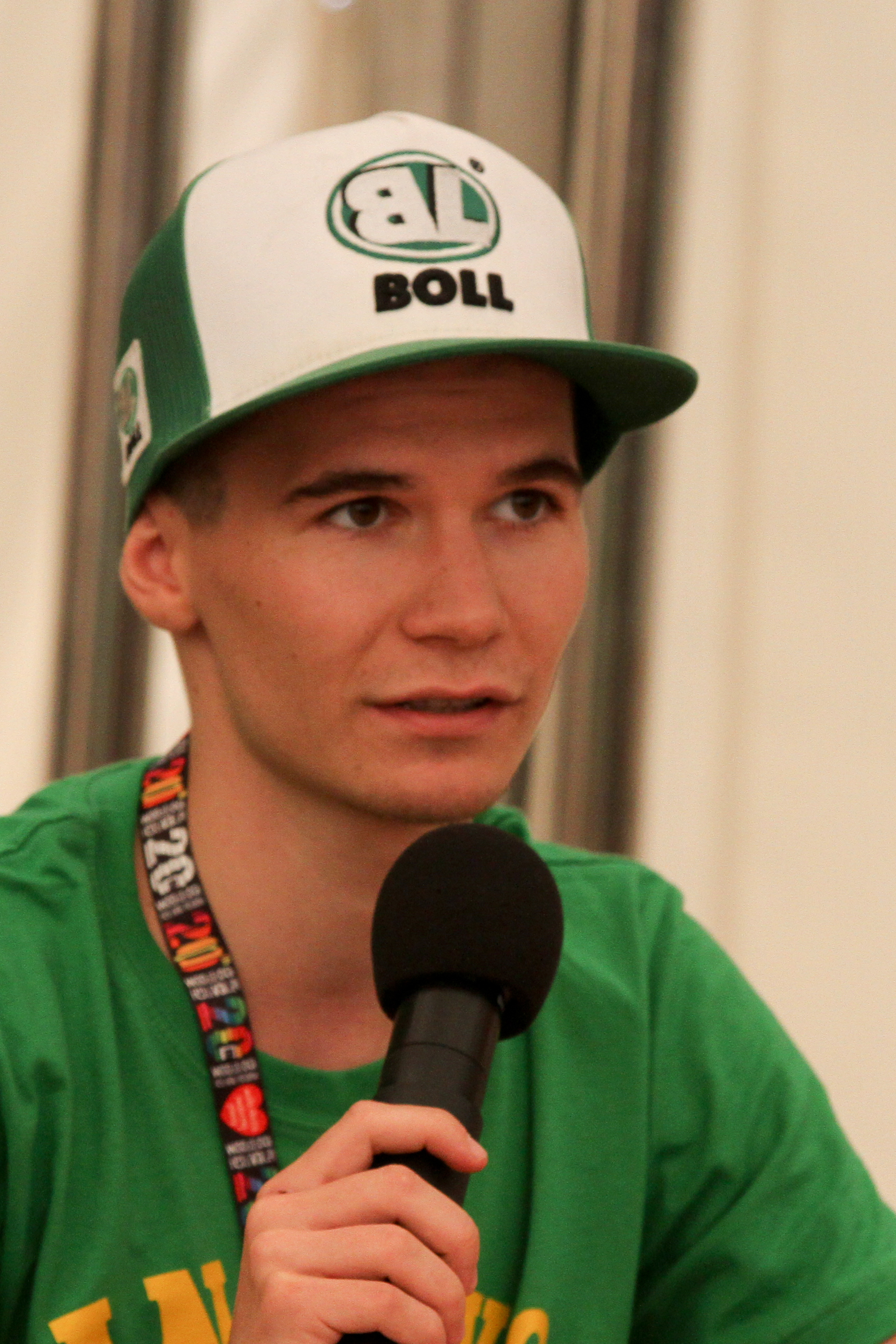
Partyk Dudek – zawodnik z największą liczbą punktów bonusowych

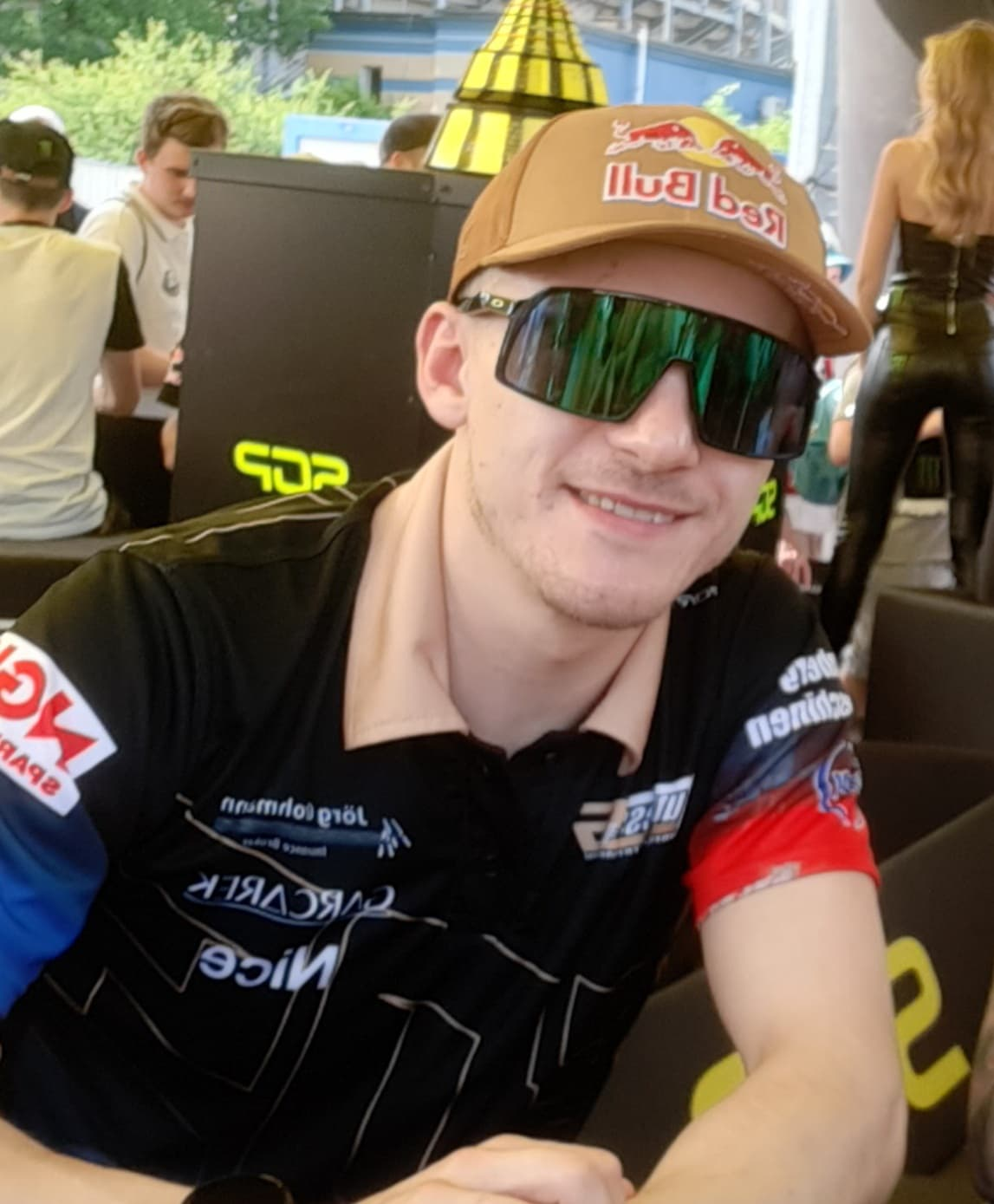
Robert Lambert – zawodnik z największą liczbą odjechanych wyścigów

| Poz | Zawodnik         | Klub | Średnia |
| --- | ---------------- | ---- | ------- |
| 1.  | Bartosz Zmarzlik | GOR  | 2.679   |
| 2.  | Nicki Pedersen   | GRU  | 2.448   |
| 3.  | Janusz Kołodziej | LES  | 2.427   |
| 4.  | Leon Madsen      | CZE  | 2.275   |
| 5.  | Martin Vaculík   | GOR  | 2.270   |

| Poz | Zawodnik         | Klub | Punkty |
| --- | ---------------- | ---- | ------ |
| 1.  | Bartosz Zmarzlik | GOR  | 278    |
| 2.  | Robert Lambert   | TOR  | 245    |
| 3.  | Leon Madsen      | CZE  | 221    |
| 4.  | Mikkel Michelsen | LUB  | 217    |
| 5.  | Patryk Dudek     | TOR  | 214    |

| Poz | Zawodnik          | Klub | Bonusy |
| --- | ----------------- | ---- | ------ |
| 1.  | Patryk Dudek      | TOR  | 26     |
| 2.  | Mateusz Świdnicki | CZE  | 24     |
| 2.  | Bartosz Smektała  | CZE  | 24     |
| 2.  | Maksym Drabik     | LUB  | 24     |
| 2.  | Paweł Przedpełski | TOR  | 24     |

| Poz | Zawodnik          | Klub | Starty |
| --- | ----------------- | ---- | ------ |
| 1.  | Robert Lambert    | TOR  | 125    |
| 2.  | Paweł Przedpełski | TOR  | 120    |
| 2.  | Patryk Dudek      | TOR  | 120    |
| 4.  | Jarosław Hampel   | LUB  | 114    |
| 5.  | Jack Holder       | TOR  | 113    |
| 5.  | Maksym Drabik     | LUB  | 113    |